# Tatra K2
Tatra K2 – dwuczłonowy tramwaj wytwarzany od 1966 r. (prototyp w tym samym r.) do 1983 r. w zakładach ČKD w Pradze, którego konstrukcja opiera się na jednoczłonowym tramwaju Tatra T3. Ogółem wyprodukowano 569 wagonów tego pierwszego seryjnie wytwarzanego czechosłowackiego tramwaju przegubowego. Tatry K2 zakupili zarówno przewoźnicy czechosłowaccy, jak i zagraniczni (Sarajewo i ZSRR). Według stanu z początku 2020 r. tramwaje K2 eksploatowano w Bratysławie, Brnie i Sarajewie, przede wszystkim w wersji zmodernizowanej (modernizacje przebiegały od lat 90. XX wieku).

## Historia
Ponieważ klasyczne tramwaje koncepcji PCC nie mogły zastąpić wielowagonowych składów starych tramwajów dwuosiowych, przedsiębiorstwo ČKD rozpoczęło na początku lat 60. XX wieku prace nad stworzeniem dwuczłonowego tramwaju opartego konstrukcyjnie na Tatrze T3, który oznaczono jako Tatra K1 i którego dwa prototypy wyprodukowano w 1964 r. Produkcji seryjnej nie podjęto z powodu wysokiej awaryjności wyposażenia elektryczn-pneumatycznego. W 1966 r. powstał prototypowy tramwaj z wyposażeniem w pełni elektrycznym, który oznaczono jako K2.
Produkcja seryjna tramwajów K2 trwała do 1983 r. Następcą typu K2 miał się stać tramwaj Tatra KT6, lecz nigdy nie rozpoczęto jego produkcji.

## Konstrukcja

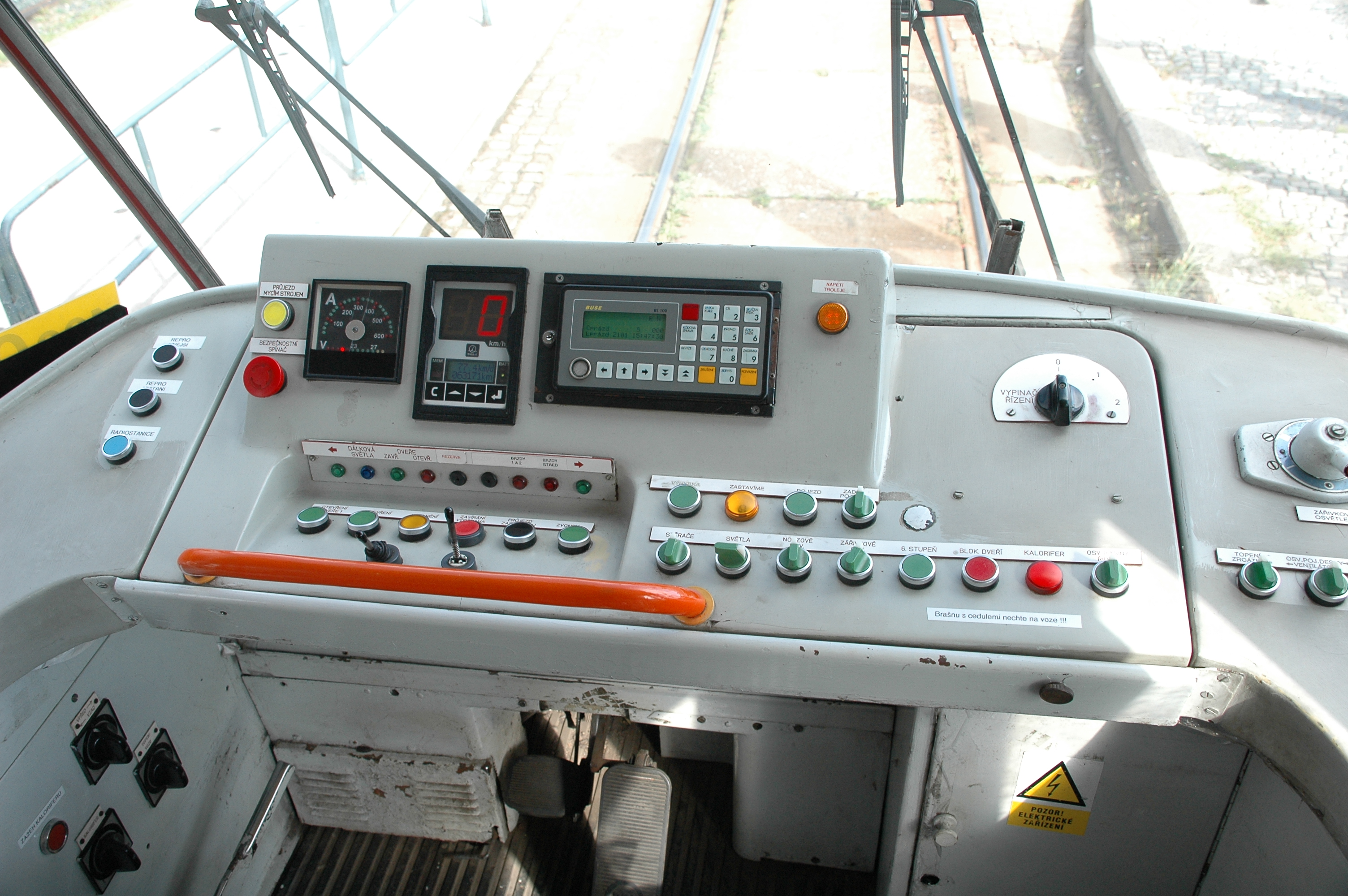
Częściowo zmodernizowany pulpit motorniczego

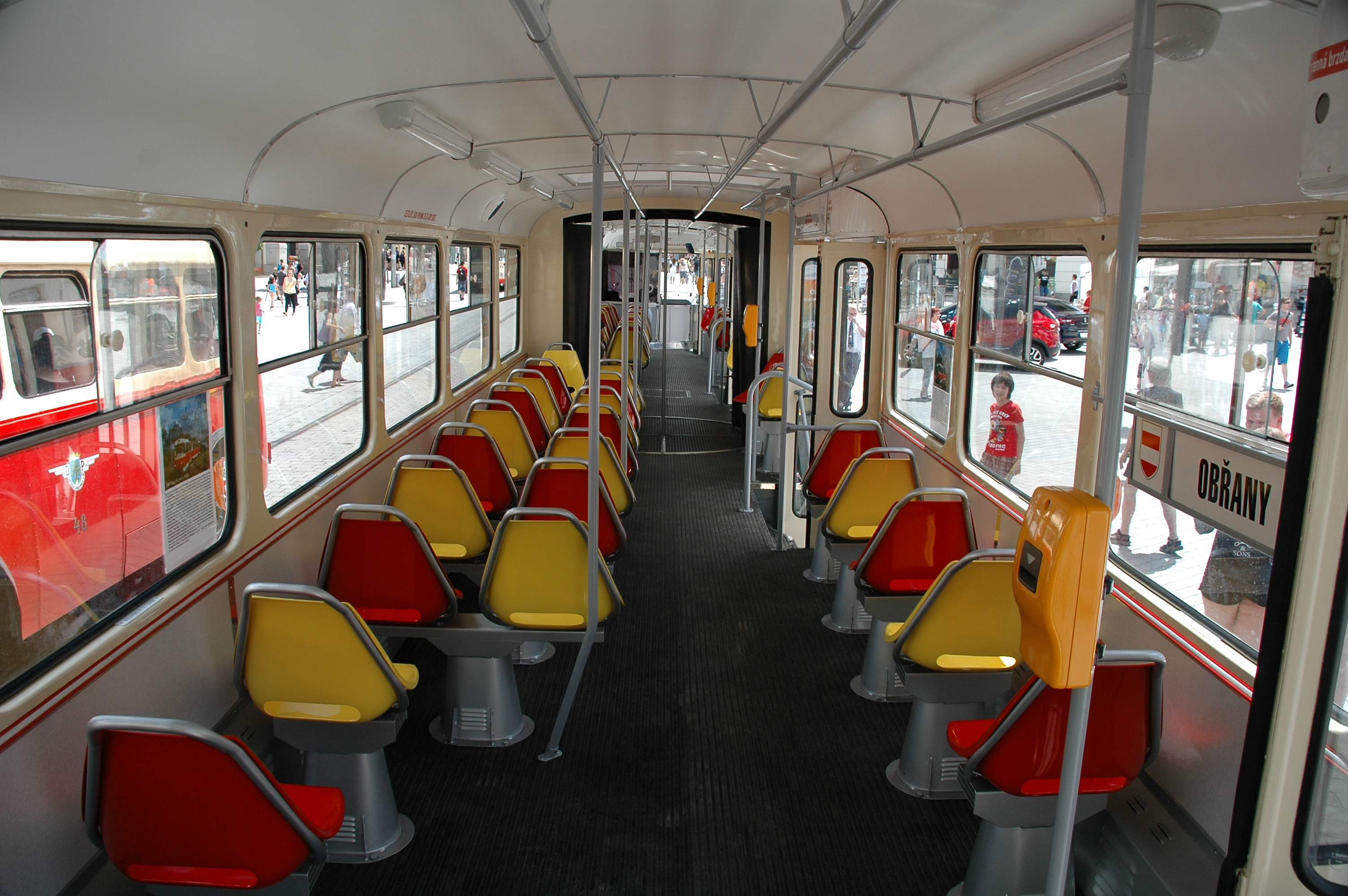
Wnętrze

Tatra K2 to jednokierunkowy, sześcioosiowy, silnikowy wagon tramwajowy składający się z dwóch członów. Pod względem mechanicznym jest identyczny ze swoim poprzednikiem, tramwajem K1. Skrajne wózki są napędowe, przejęte z tramwaju Tatra T3, wózek środkowy (bez silnika, ale z hamulcem), na którym opierają się obydwa człony, jest toczny z hamulcem elektromagnetycznym i szynowym. Przegub łączący obydwa człony znajduje się nad środkowym wózkiem. Do wnętrza każdego z członów, z prawej strony nadwozia prowadzi dwoje czteroczęściowych drzwi harmonijkowych. Czoła tramwaju są wykonane z laminatu i powstały zgodnie z projektem Františka Kardausa (identyczne jak w tramwajach T3).
Podłoga w tramwaju K2 położona jest na wysokości 900 mm nad główką szyny. Podłogę wykonano z wodoodpornej sklejki i pokryto gumową wykładziną. Szyby okienne umieszczono w ramach z wykorzystaniem gumowych profili. Górna część okien jest przesuwna, ponadto wentylację usprawniają cztery sufitowe klapy. Oświetlenie składa się z podsufitowych opraw żarowych, ogrzewanie zapewniają grzejniki oporowe. Plastikowe siedzenia (w pierwszej serii skajowe) umieszczono w układzie 2+1. W przedniej części Tatry K2 znajduje się oddzielona od przedziału pasażerskiego kabina motorniczego, który kieruje tramwajem za pośrednictwem pedału nastawnika i hamulca.
W tramwaju K2 zamontowano wyposażenie elektryczne typu UA12 z rozruchem oporowym. W skrajnych wózkach znajdują się silniki prądu stałego TE 022 (każdy napędza jedną oś), które są połączone szeregowo. Silniki z wentylacją obcą są zasilane przez szeregowo połączone rezystory. Obwód pulpitu motorniczego i obwód chłodzenia pierwszego silnika jest zasilany z przetwornicy wirowej. Prąd elektryczny pobierany jest z sieci trakcyjnej przy pomocy pantografu nożycowego umieszczonego z przodu pierwszego członu (w tramwajach K2YU z pierwszych serii produkcyjnej dla Sarajewa pantograf umieszczono na dachu drugiego członu).
Produkowane były wersje K2 dla Czechosłowacji, K2SU dla ZSRR i K2YU dla Jugosławii, przy czym różnice między poszczególnymi wariantami były nieznaczne.

## Modernizacje
Pierwszą większą modernizację tramwajów K2 była modyfikacja rozruchu silników, którą przeprowadzono w Brnie. Po tych tzw. „małych modernizacjach” przy rozruchu zmodernizowanych tramwajów silniki były załączane w szereg, a przy zwiększaniu prędkości nastąpiło ich przełączenie w obwód równoległy. Tak przebudowane tramwaje oznaczono K2MM, modernizacje przebiegały w latach 1984–1996 w warsztatach głównych Dopravnego podniku města Brna. Na typ K2MM przebudowano ogółem 67 brneńskich Tatr K2, jednak z powodu problemów z przełączaniem silników dokonano potem modernizacji wstecznej.
Modernizacje tramwajów typu K2 eksploatowanych w Czechach i na Słowacji przeprowadzane były od roku 1995.
| Zdjęcie | Typ                    | Modernizacja                                                                    | Lata modernizacji   | Eksploatacja        |
| ------- | ---------------------- | ------------------------------------------------------------------------------- | ------------------- | ------------------- |
|         | Tatra K2G              | wyposażenie elektryczne TV8                                                     | 1995–2005           | Ostrawa, Bratysława |
|         | Tatra K2R Tatra K2R.03 | nowy wygląd, wyposażenie elektryczne TV8                                        | 1995–1998 1997–1999 | Brno                |
|         | Tatra K2S              | nowy wygląd, wyposażenie elektryczne TV14 lub TV Progress                       | 1998–2009           | Bratysława          |
|         | Satra II               | nowy wygląd, wyposażenie elektryczne TV14 lub Siemens                           | 1998–201?           | Sarajewo            |
|         | Tatra K2T              | wyposażenie elektryczne TV14                                                    | 1999–2000           | Brno                |
|         | Tatra K2R.03-P         | nowy wygląd, wyposażenie elektryczne TV Progress                                | 2000–2002           | Brno                |
|         | Tatra K2P              | wyposażenie elektryczne Progress                                                | 2000–2005           | Brno, Ostrawa       |
|         | Tatra K3R-N            | nowy wygląd, wyposażenie elektryczne TV Progress, środkowy człon niskopodłogowy | 2002–2004           | Brno                |
|         | Satra III              | nowy wygląd, wyposażenie elektryczne Siemens, środkowy człon niskopodłogowy     | 2004–201?           | Sarajewo            |
|         | Vario LF2R.E           | nowy wygląd, wyposażenie elektryczne TV Europulse, częściowo niskopodłogowy     | od 2008             | Brno                |
|         | Vario LF2R.S           | nowy wygląd, wyposażenie elektryczne Škoda, częściowo niskopodłogowy            | 2013–2014           | Ostrawa             |

## Dostawy
| Państwo        | Miasto           | Typ            | Lata dostaw    | Liczba | Numery taborowe    |        |
| -------------- | ---------------- | -------------- | -------------- | ------ | ------------------ | ------ |
| Czechosłowacja | Bratysława       | K2             | 1969–1977      | 86     | 309–394            | [ 5 ]  |
| Czechosłowacja | Bratysława       | K2YU           | 1983           | 3      | 7085–7087          | [ 5 ]  |
| Czechosłowacja | Brno             | K2             | 1967–1983      | 120    | 601–607, 1008–1117 | [ 11 ] |
| Czechosłowacja | Brno             | K2YU           | 1983           | 15     | 1118–1132          | [ 12 ] |
| Czechosłowacja | Ostrawa          | K2             | 1967–1969      | 8      | 802–809            | [ 13 ] |
| Czechosłowacja | Ostrawa          | K2YU           | 1983           | 2      | 810–811            | [ 13 ] |
| Jugosławia     | Sarajewo         | K2YU           | 1973–1983      | 90     | 201–290            | [ 14 ] |
| ZSRR           | Charków          | K2SU           | 1968–1969      | 40     | 1901–1940          | [ 15 ] |
| ZSRR           | Kujbyszew        | K2SU           | 1967–1969      | 30     | 1001–1030          | [ 16 ] |
| ZSRR           | Moskwa           | K2SU           | 1967–1970      | 60     | 151–211            | [ 17 ] |
| ZSRR           | Nowosybirsk      | K2SU           | 1967–1969      | 36     | 121–156            | [ 18 ] |
| ZSRR           | Rostów nad Donem | K2SU           | 1968           | 5      | 1001–1005          | [ 19 ] |
| ZSRR           | Swierdłowsk      | K2SU           | 1967–1969      | 20     | 801–820            | [ 20 ] |
| ZSRR           | Tuła             | K2SU           | 1969–1970      | 19     | 401–419            | [ 21 ] |
| ZSRR           | Ufa              | K2SU           | 1968–1969      | 35     |                    | [ 18 ] |
| Łączna liczba: | Łączna liczba:   | Łączna liczba: | Łączna liczba: | 569    |                    |        |

## Eksploatacja

### Prototyp
Prototyp tramwaju K2 wyprodukowano w 1966 r., dostarczono do Pragi i oznaczono numerem 7001. Został później wystawiony na Międzynarodowych Targach Inżynieryjnych (MSV) w 1966 r. pod numerem 7000. Pod koniec 1966 r. sprzedano do Mostu, gdzie próby tramwaju przeprowadzono w 1967 r. Na przełomie lat 1967–1968 został sprzedany Brna, gdzie z numerem 607 wszedł do eksploatacji na początku 1968 r. W 1969 r. został przenumerowany na 1007, wycofany został w 1988 r. jako pierwszy z brneńskich tramwajów K2 (nie licząc egzemplarzy, które spłonęły).

### Czechy

#### Brno

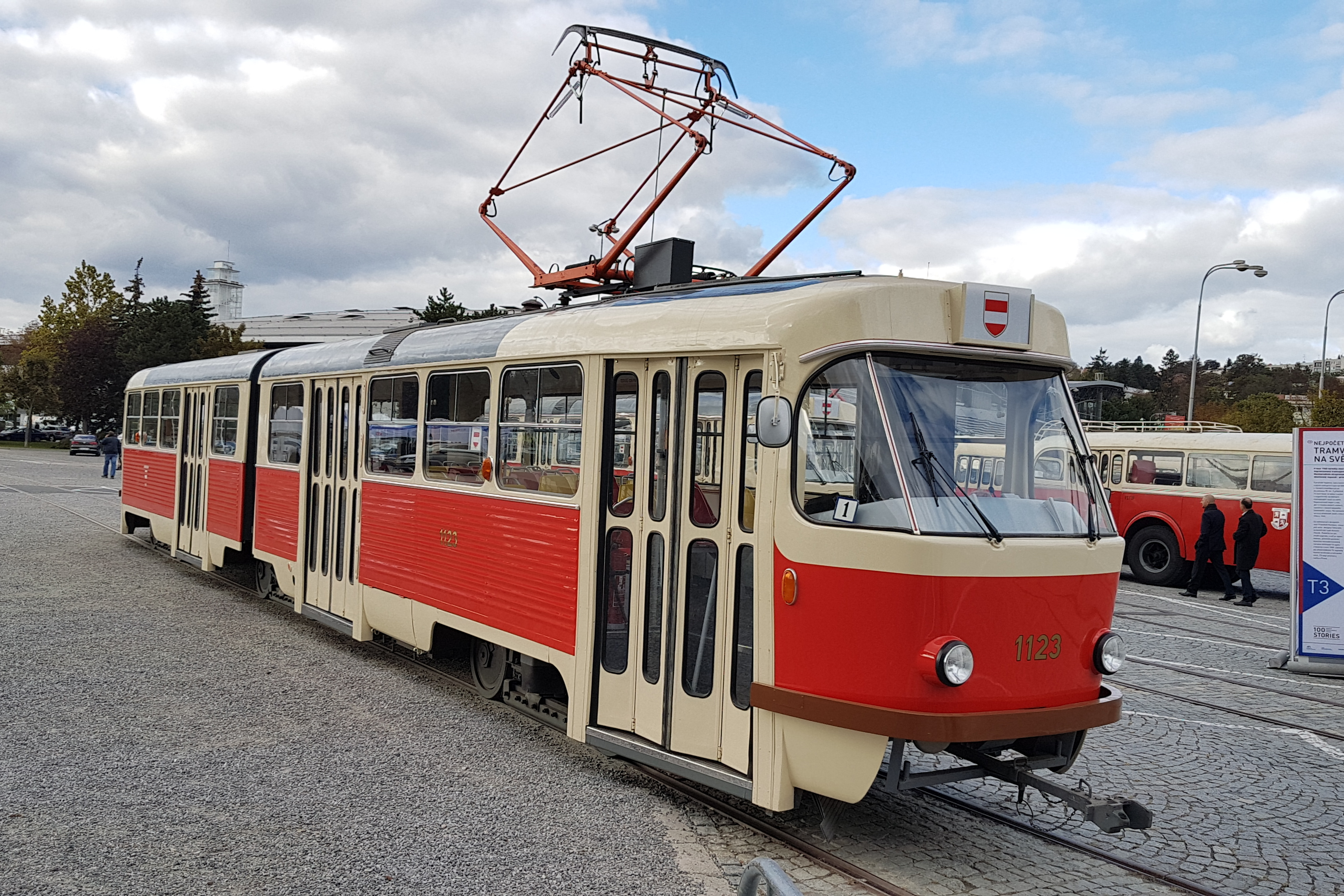
Zabytkowa Tatra K2 w Brnie

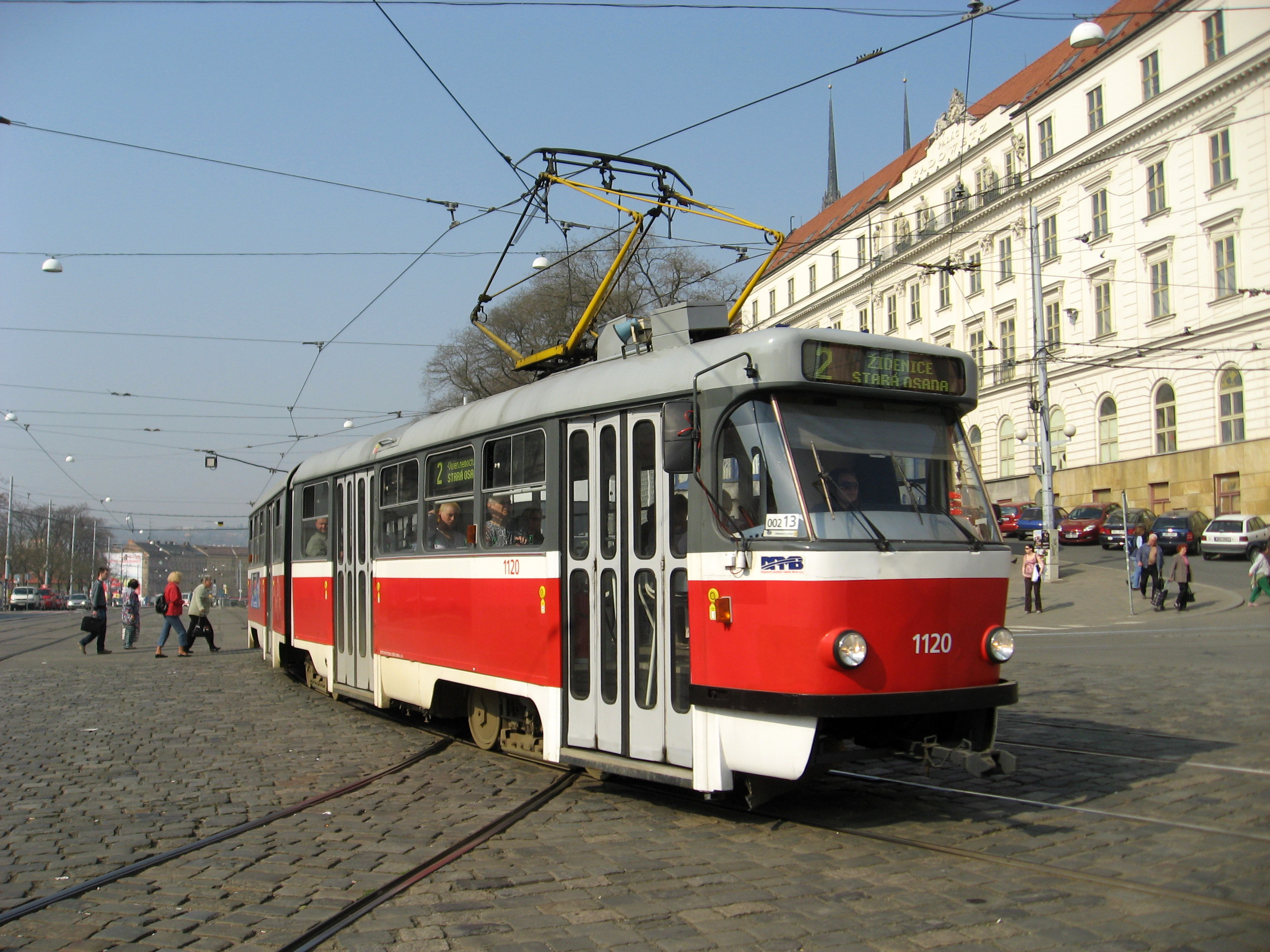
Tatra K2YU w Brnie

Największą liczbę tramwajów K2 eksploatował Dopravní podnik města Brna (DPmB). Do tej morawskiej metropolii pierwszych sześć tramwajów (nr 601–606) dostarczono na początku 1967 r., a eksploatację liniową rozpoczęto 19 lutego tego samego roku. Tramwaj nr 605 wystawiono na Międzynarodowych Targach Inżynieryjnych we wrześniu, a zatem ten egzemplarz zaczął kursować dopiero w październiku 1967 r. Na początku 1968 r. zakupiono siódmy tramwaj (nr 607), prototyp wcześniej przetestowany w Pradze i Moście. W 1969 r. tramwaje oznaczono numerami z zakresu 1001–1007. Dostawy tramwaju K2 do Brna trwały w latach 1969, 1973, 1974, 1975 i 1977 (w sumie 117 wagonów).
Na przełomie lat 1975–1976 tramwaj nr 1013 testowano w Budapeszcie. W drugiej połowie lat 70. XX wieku doszło do kilku pożarów tramwajów K2. Z tego powodu DPmB zakupiło od ČKD nowe tramwaje (nr 1024 w 1977 r., nr 1046 w 1979 r. i nr 1105 w 1982 r.).
W 1983 r. do Brna przybyło ostatnich 15 tramwajów K2 (nr 1118–1132), tym razem w wersji K2YU, które były pierwotnie przeznaczone dla Sarajewa. W 1984 r. tramwaj nr 1118 przebudowano w ramach „małej modernizacji” na typ K2MM. Do eksploatacji liniowej wszedł po długotrwałych testach w 1986 r. Następnie przebudowy te przeprowadzono również w innych tramwajach, ale z powodu awaryjności dokonano potem modernizacji wstecznej.
W 1995 r. rozpoczęto modernizacje tramwajów K2, które zbliżały się już do końca czasu użytkowania. Jako pierwsze powstały tramwaje Tatra K2R, a następnie Tatra K2R.03, K2R.03-P, K2T i K2P. Głównym celem tych modernizacji (oprócz gruntownego remontu) była wymiana energochłonnego wyposażenia elektrycznego. Ogółem zmodernizowano 44 wagony K2, do których w 2004 r. dołączyły jeszcze dwa trójczłonowe tramwaje Tatra K3R-N.
W 1988 r. wycofano pierwszy tramwaj typu K2 z eksploatacji (nr 1007). Pierwsza fala wycofania z eksploatacji miała miejsce po dostarczeniu ostatniej serii tramwajów Tatra T3SUCS w 1989 r., w latach 1989–1990 wycofano część najstarszych tramwajów K2. Kolejne tramwaje przestały kursować w 1997 r., po 2003 r. (tramwaj nr 1095 w 2005 r. przeniesiono do Muzeum Techniki w Brnie) a ostatnia fala miała miejsce w 2008 r., kiedy tramwaje K2 zastąpiono częściowo niskopodłogowymi Vario LF2. W 2014 r. w eksploatacji w Brnie znajdowało się tylko 15 Tatr K2, których większość pochodziła z 1983 r. W przypadku egzemplarzy, które nie przeszły większej przebudowy, przeprowadzono częściową modernizację poprzez instalację elektronicznych paneli informacyjnych.
Tramwaje nr 1034, 1074 i 1104 po wycofaniu z ruchu sprzedano firmie Pars nova, która dokonała ich remontu (nr 1034 i 1074 – typ Satra II, nr 1104 – typ Satra III) i dostarczyła do Sarajewa.

#### Ołomuniec
Dopravní podnik města Olomouce w latach 90. XX wieku, w związku z koniecznością wycofania najstarszych Tatr T3, planował zakup dwóch lub trzech używanych Tatr K2 z Brna. Ostatecznie zdecydowano jednak zakupić nowe tramwaje niskopodłogowe typu Škoda 03T.

#### Ostrawa

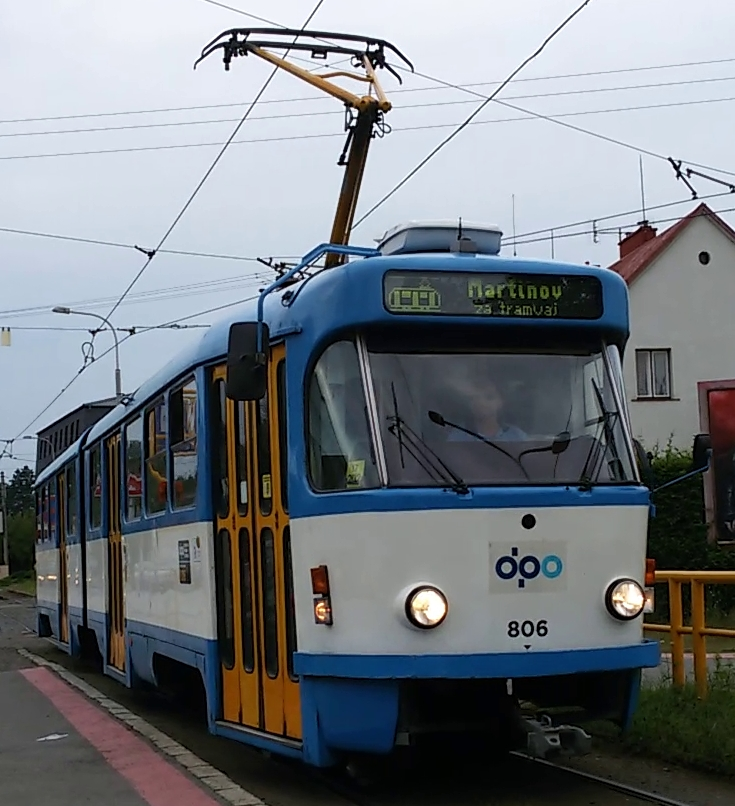
Modernizowana Tatra K2G w Ostrawie

Do Ostrawy pierwsze przegubowe tramwaje ČKD dostarczono już w 1965 r., były to prototypy tramwaju Tatra K1. Wagony typu K2 dostarczono do Ostrawy w trzech seriach: trzy tramwaje na początku roku 1967 (nr 802–804, wyprodukowano w 1966 r.), pięć w roku 1969 (nr 805–809) a ostatnie dwa typu K2YU, pierwotnie przeznaczone dla Sarajewa, w 1983 r. (nr 810 i 811).
Nowsze tramwaje zakupione w 1969 i 1983 r. zostały zmodernizowane do wersji Tatra K2G w drugiej połowie lat 90. XX wieku, pozostałe eksploatowano bez większych modernizacji. Tramwaje nr 802 i 803 poddano jednak remontowi na początku XXI wieku (typ K2R.P), wagon nr 804 wycofano w 2005 r. z przeznaczeniem na historyczny. Do remontu jednak nie doszło, a w 2010 r. tramwaj sprzedano na złom.
Kolejnym wycofanym z ruchu tramwajem serii K2 była Tatra K2G nr 810, która w 2008 roku uległa zniszczeniu w wypadku. W 2013 r. odstawiono wagony K2G nr 808 i 809, które wykorzystano do budowy tramwajów Vario LF2 nr 1402 i 1403. Tramwaj nr 811 wycofano w 2017 r.. W 2018 r. zakończono eksploatację tramwajów Tatra K2G nr 805–807, kończąc tym samym historię typu K2G w Ostrawie. Ostatnie dwa tramwaje K2R.P zostały wycofane jesienią tego samego roku po dostarczeniu dwudziestu nowych tramwajów Stadler Tango NF2. Tatra K2R.P nr 802 ma zostać dołączona do zbioru zabytkowych pojazdów ostrawskiego przewoźnika, natomiast K2R.P nr 803 stała się własnością lokalnego klubu miłośników transportu miejskiego.

### Słowacja

#### Bratysława

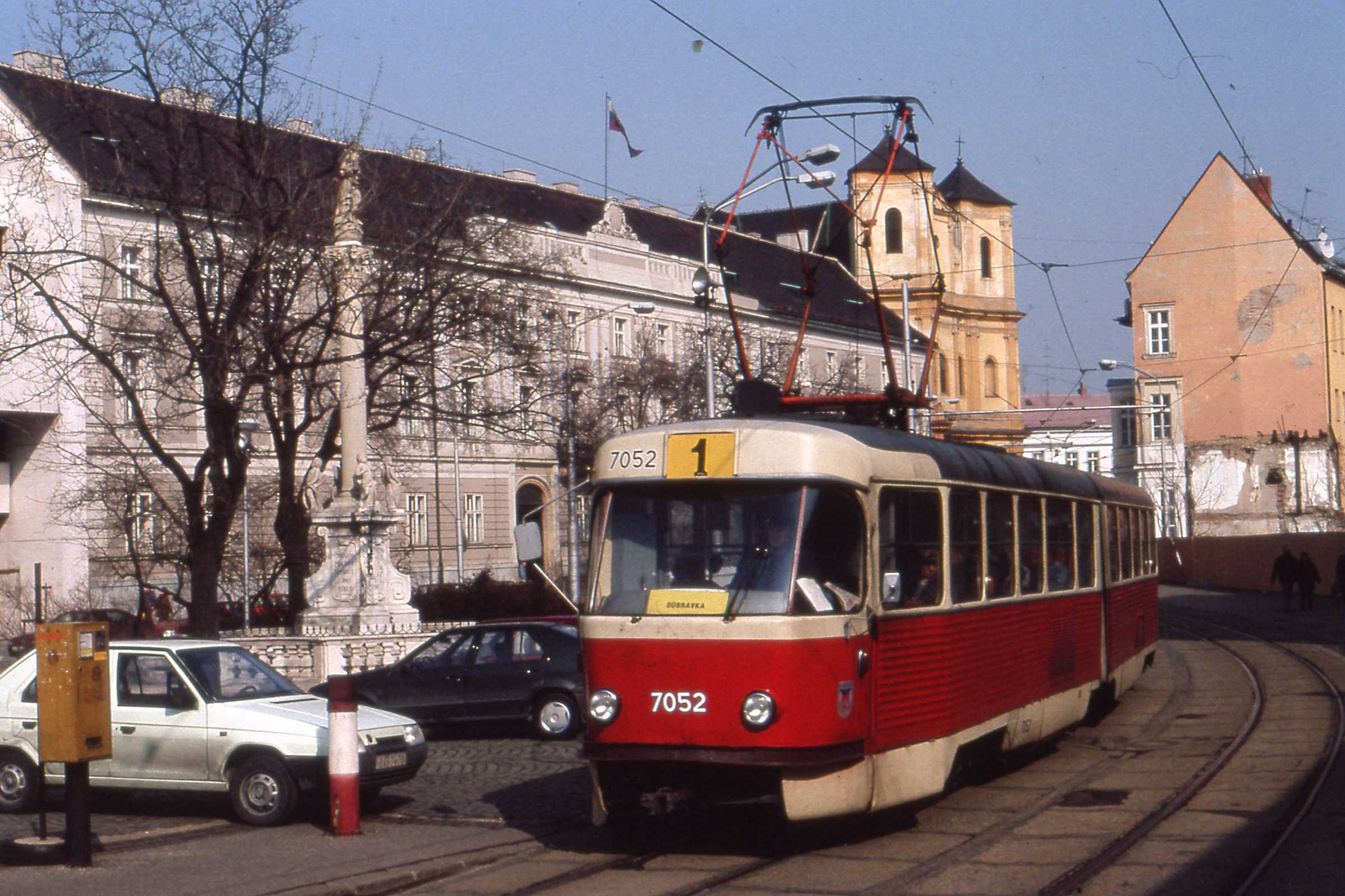
Tatra K2 w Bratysławie, 1993 r.

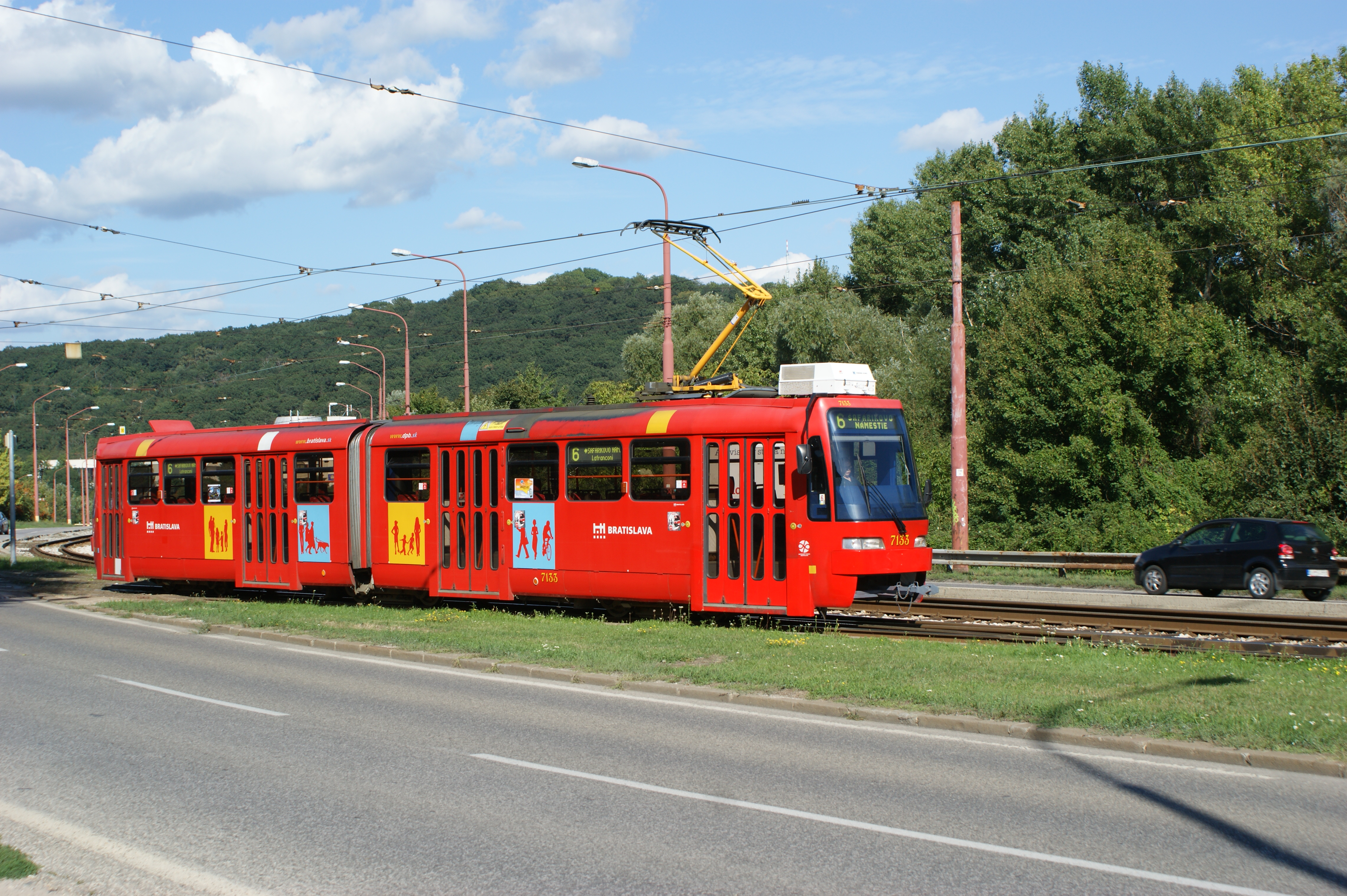
Modernizowana Tatra K2S w Bratysławie

Jedynym słowackim systemem tramwajowym, któremu dostarczono przegubowe tramwaje K2, była Bratysława. Pierwszy wagon tego typu dostarczono w 1969 r. (nr 309), właściwe dostawy rozpoczęto w 1971 r. i kontynuowano w latach 1974, 1975 i 1977 (w sumie 86 tramwajów, ostatni o numerze 394). Tramwaj nr 394 (od roku 1983 nr 8133), nigdy nie wszedł do eksploatacji z pasażerami, od dostawy do 2009 r. był wykorzystywany jako wagon szkoleniowy. W 1983 r. zakupiono trzy wagony K2YU, które pierwotnie były przeznaczone dla Sarajewa a które otrzymały w Bratysławie numery z zakresu 7085–7087. W tym samym roku przenumerowano tramwaje K2 (nr 309–393, z wyjątkiem wagonu nr 318) na 7001–7084. Tramwaj nr 318 odstawiono w 1983 r. z powodu usterki i przeznaczono na magazyn części zamiennych.
W latach 1998–2009 bratysławskie tramwaje K2 modernizowano na typ Tatra K2S (jeden tramwaj na typ K2G). Ostatni niezmodernizowany tramwaj K2 nr 7084 wycofano 1 lutego 2010 r., od tamtego czasu kursują jedynie egzemplarze zmodernizowane na typy K2G i K2S.
Pierwszą odstawioną liniową bratysławską „ka dwójką” stał się tramwaj nr 318 (1983), do którego w latach 80. XX wieku dołączyły kolejne dwa egzemplarze (uszkodzone w wypadkach i pożarach). Pierwsza fala wycofania z eksploatacji miała miejsce na początku lat 90. XX wieku po dostawie tramwajów Tatra T6A5, kolejna w roku 1997 (dostawy następnych T6A5) i w roku 2009 (dostawy tramwajów K2S).
Tramwaj nr 7009 w 1993 r. stał się wagonem historycznym; przywrócono mu wcześniejszy numer taborowy 317. W 2009 r. do celów historycznych przeznaczono również wagon nr 7086 i szkoleniowy nr 8133. Tramwaje nr 7034 i 7038 wyremontowano w ČKD i w 1996 r. podarowano Sarajewu.

### Bośnia i Hercegowina

#### Sarajewo

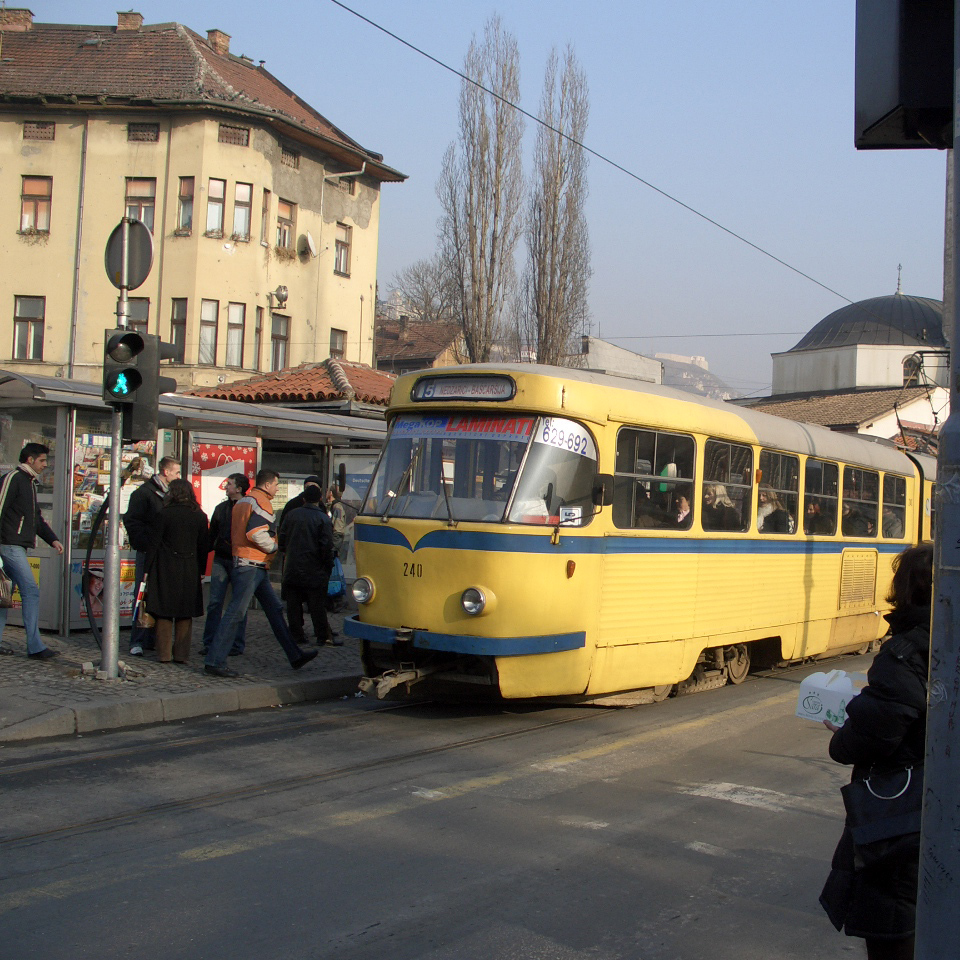
Tatra K2YU z pantografem na drugim członie w Sarajewie

Do Sarajewa, stolicy Bośni i Hercegowiny, ČKD dostarczyło w latach 1973–1983 w sumie 90 tramwajów K2YU, które oznaczono numerami z zakresu 201–290. Od czechosłowackich tramwajów K2 odróżniały się przede wszystkim pantografem, który w pierwszych egzemplarzach umieszczono na drugim członie. Dla Sarajewa było także pierwotnie przeznaczonych 20 kolejnych egzemplarzy K2YU, które w 1983 r. odkupiły czechosłowackie przedsiębiorstwa (15 Brno, 2 Ostrawa, 3 Bratysława).
W ramach powojennej pomocy, w 1996 r. ČKD podarowało sarajewskiemu przewoźnikowi dwa wyremontowane, ex-bratysławskie tramwaje K2, którym nadano numery 291 i 292. ČKD we współpracy z Pars nova odkupiło wycofany z ruchu brneński tramwaj K2 i zmodernizowało go na prototyp typu Satra II (1998). W 2004 r. powstały prototypy Satry II i Satry III z innym typem wyposażenia elektrycznego (oba tramwaje także odkupione z Brna), kolejne modernizacje przeprowadzono już na sarajewskich K2YU.

### Rosja

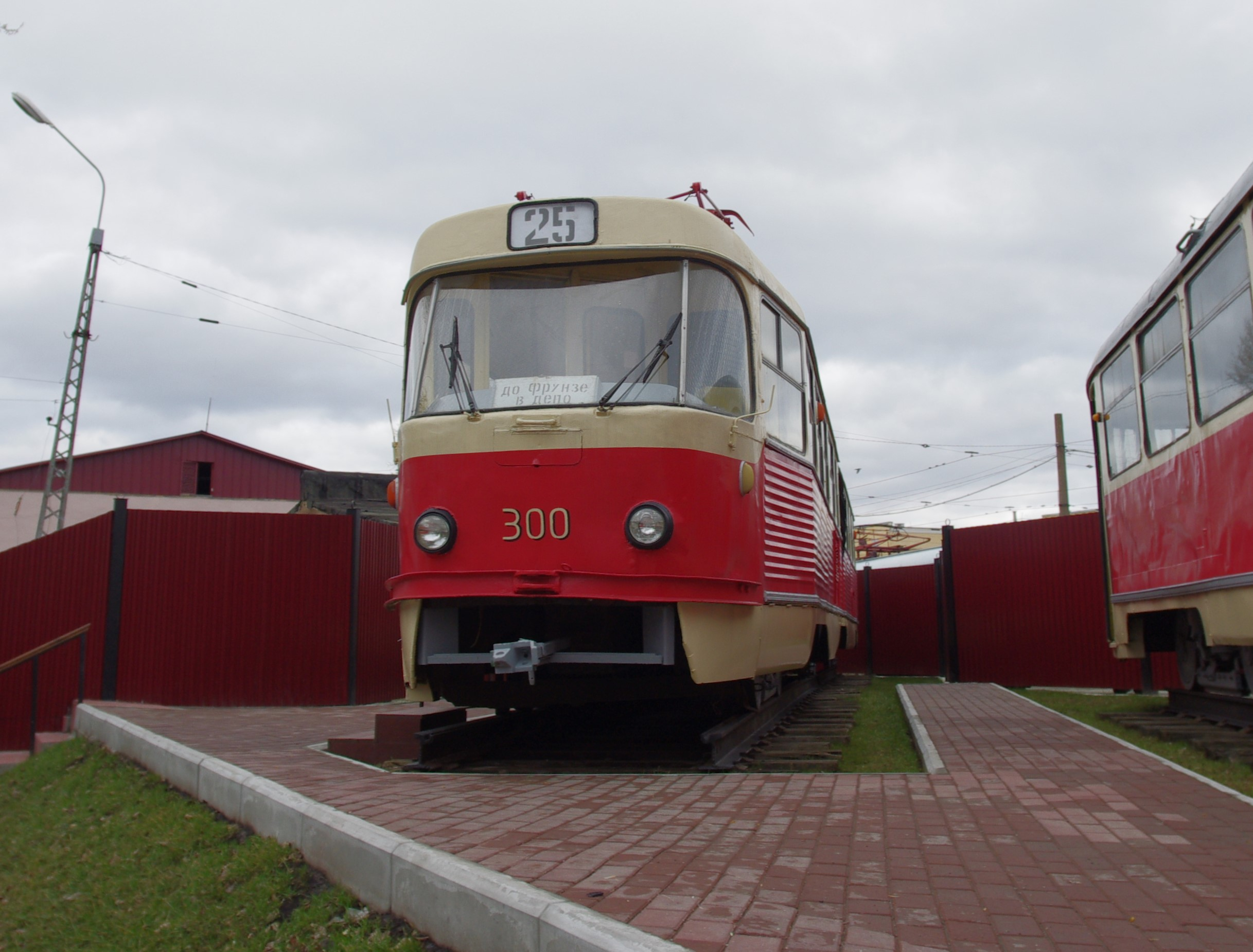
Zabytkowa Tatra K2SU w Jekaterynburgu

Tramwaje typu K2, w przeciwieństwie do Tatr T3, nie odniosły dużego sukcesu w Związku Radzieckim. Większość tramwajów wycofano z ruchu po około 10 latach od rozpoczęcia ich eksploatacji. Chociaż pojemność tramwaju przegubowego była zadowalająca, wystąpiły problemy ze środkowym wózkiem tocznym lub konstrukcją przegubu.
Najwięcej egzemplarzy typu K2SU w ZSRR posiadał przewoźnik z Moskwy, który zakupił w latach 1967–1970 60 tramwajów (nr 151–211, oprócz nr 156) łącznie z prototypem (nr 151), który szybko sprzedano do Nowosybirska. Pierwszy K2SU został dostarczony do Moskwy w styczniu 1967 r. i pojawił się w służbie 30 stycznia tego samego roku. W 1970 r. przeprowadzono testy składów dwuwagonowych K2SU, jednak ostatecznie nie zdecydowano się na eksploatację tych tramwajów w składach. W 1976 r. w Moskwie kursowało 49 tramwajów K2SU, ostatnie tramwaje wycofano w 1981 r.
Poza Moskwą tramwaje K2SU eksploatowano w miastach: Ufa, Nowosybirsk, Rostów nad Donem (5 tramwajów dostarczonych w 1968 r. wycofano 10 lat później), Samara (30 tramwajów w latach 1967–1969, wycofane po upływie gwarancji w 1979 r.), Jekaterynburg (1967–1969 20 tramwajów, ostatnie wycofane w 1980 r., jeden zachowany na historyczny) a Tuła (19 tramwajów w latach 1969–1970; jeden tramwaj zezłomowany po pożarze w 1971 r., kolejnych 6 wycofano w 1976 r., resztę do 1978 r.).

### Ukraina

#### Charków
Do ukraińskiego Charkowa dostarczono 40 tramwajów w latach 1968–1969. Pierwsze tramwaje K2SU pojawiły się w Charkowie w grudniu 1968 r., ich regularna eksploatacja rozpoczęła się 1 lutego 1969 r. Kolejne tramwaje dostarczono do końca wspomnianego roku, wszystkie K2SU otrzymały numery z zakresu 1901–1940. W drugiej połowie lat 70. XX wieku zakupiono jeszcze używane K2SU, cztery z Tuły i 5 z Moskwy, które wykorzystano jako źródło części zamiennych. Dzięki nim i dzięki warsztatom przewoźnika w Charkowie wagony K2SU kursowały tutaj bez większych problemów do 1991 r., kiedy to wycofano je z eksploatacji. Przyczyniły się do tego dostawy tramwajów Tatra T6B5.